# 時沢大根
時沢大根（ときざわだいこん）は、大根の一種。群馬県勢多郡富士見村大字時沢（現・前橋市富士見町時沢）特産の伝統野菜。漬物に適する品種。

## 沿革
時沢村（現・大字時沢）の柔らかい火山灰で栽培される。
古くは江戸時代に栽培の記録がある。『富士見村誌』は「村内に於ける名産」と特筆する。
元は「不動堂大根」と呼んだ。前橋藩主酒井侯が禅僧・沢庵（1573 - 1646年）のすすめにより、軍用に備蓄するため領内各地から大根を集めた。不動堂村（1876年、時沢村に合併）の大根が最も良い、と、それを漬物に加工した。藩主に納入する大根を栽培する畑は特に定められており（現代の言葉でいうと字○○何番地）、家臣らも農家156戸を指定し、分納させた。酒井侯が姫路に移封（1749年）されたのち、時沢大根の栽培は一時的に途絶える。継いで前橋藩を治めた松平侯も、前例に倣い栽培を奨励した。明治以降も元家臣らが取引を行ったが、地元の農家はこれを「御官宅廻り」と呼んだ。
第二次世界大戦中は海軍に納入された。
1954年の時点で作付面積は15 -20町歩（14.9 - 19.8ヘクタール）。昭和30年代（1955 - 1964年）には首都圏にも多く出荷されていた。しかし栽培に手間がかかり（病気に弱い）大量生産できない、また栽培農家の養蚕への転業などの理由で生産量は減少。2009年の報道によると幻の大根と言われている。

### 復活と継承
富士見商工会副会長・狩野亮一らは、村内に種子が受け継がれていることを知る。種子を譲り受け、復活に取り組む。2009年11月23日、収穫に成功。報道によるとトータル4000本が収穫できる見通し。
現在、富士見商工会を中心とする有志による復活プロジェクト『時沢大根復活プロジェクト』が活動している。活動内容は群馬県立勢多農林高等学校や前橋市立時沢小学校での栽培（次世代への継承）など、多岐にわたる。

## 利用
食物繊維が豊富で歯ごたえがある。伝統的に沢庵漬けとして利用されてきた。乾燥し、からっ風に晒すとおいしい漬物ができる。富士見商工会職員の土田好江は「青首ではなく真っ白。皮が柔らかくそのまま食べてもおいしい」とコメント。